# Día de la Independencia del Perú
El día de la Independencia del Perú, también denominado como Día Nacional o el veintiocho de julio, se celebra los 28 de julio de cada año, teniendo su origen en la conmemoración a la firma en Lima de la Declaración de independencia del Perú. El 28 de julio de 1821 se firmó el acta de Independencia, con lo que la entonces incipiente República Peruana cortaba unilateralmente lazos con el Imperio español.

## Contexto
El libertador José de San Martín proclamó luego de haber logrado ingresar a Lima:

El Perú es desde este momento libre e independiente por la voluntad general de los pueblos y por la justicia de su causa que Dios defiende.
¡Viva la Patria!
¡Viva la Libertad!
¡Viva la Independencia!
José de San Martín, el 28 de julio de 1821

Tomás Guido, amigo de San Martín, envió a su esposa unas cartas sobre las celebraciones del 28 de julio, un fragmento de esas festividades:

...El 28 del mes anterior se juró en esta capital la Independencia del Perú. No he visto en América un concurso ni más lucido ni más numeroso. Las aclamaciones eran un eco continuara cggfpyfhf... Yo fui uno de los que pasearon ese día el estandarte del Perú independiente... Jamás podría premio alguno ser más lisonjero para mí, que ver enarbolado el estandarte de la libertad en el centro de la ciudad más importante de esta parte de América, cumpliendo el objeto de nuestros trabajos en la campaña ... ). En esa misma noche se dio refresco y baile en el cabildo. Ninguna tropa logró contener la aglomeración de gente y no pudo lucir el ambiguo que se preparó para los convidados (...). En la noche siguiente se dio en el palacio del general un baile, al que asistieron todas las señoras, esto requeriría una descripción particular para lo que no tengo tiempo. La compostura con que se presentaron aquellas era elegante... Yo bailé mi contradanza de etiqueta con una señora y me separé con mis amigos a analizar los efectos de la política del gobierno antiguo
Tómas Guido

El mismo 28 de julio se cantó «La chicha», considerado el primer himno peruano.

## Primeros festejos

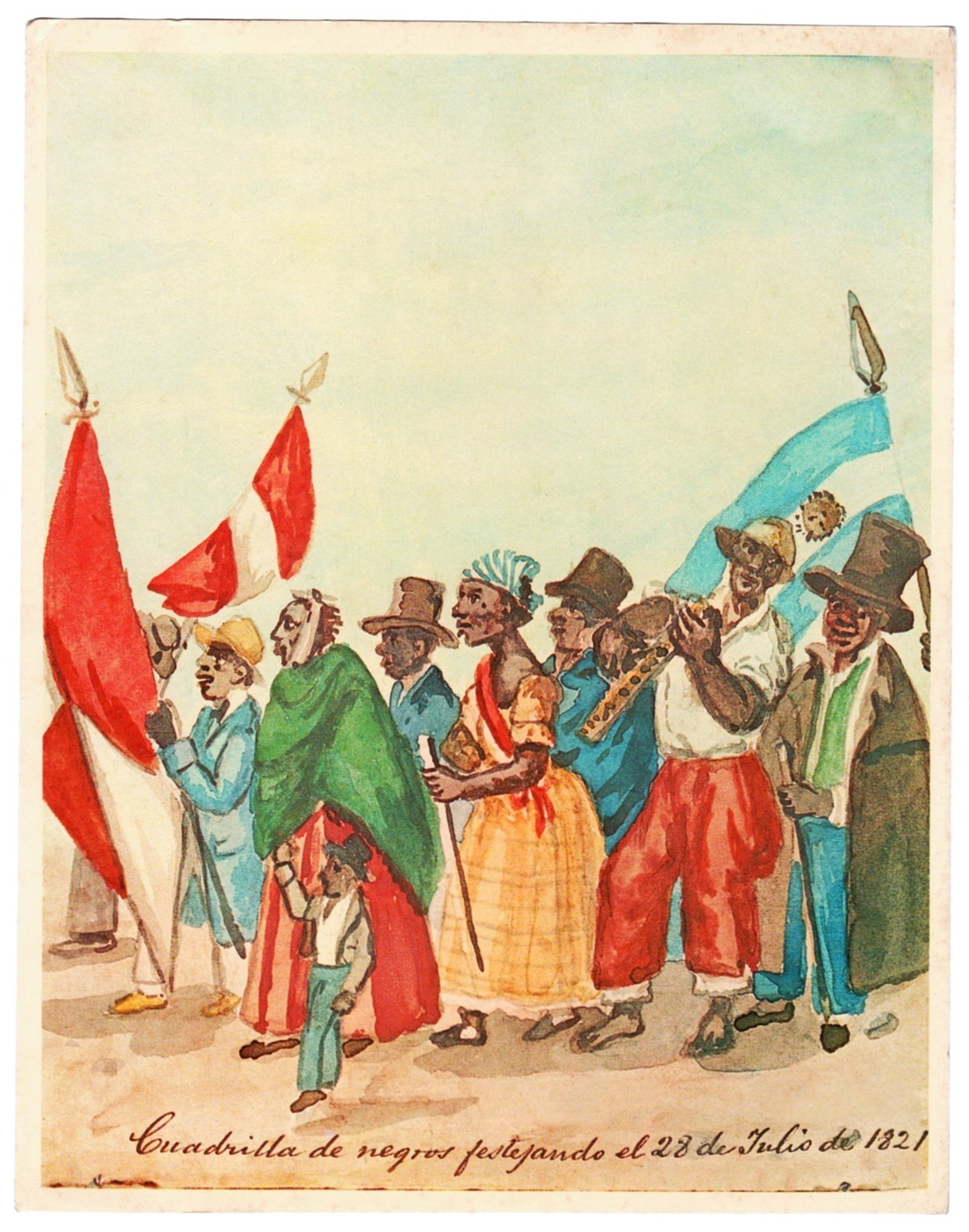
Cuadrilla de negros festejando el 28 de Julio de 1821 (acuarela de Pancho Fierro)

Luego de la firma del Acta de Independencia, se registraron festejos en toda Lima, las iglesias hicieron sonar las campanas, diferentes ceremonias se registraron en la Plazoleta de La Merced, el frontis del Convento de los Descalzos y la Plaza de la Inquisición.

## Mensaje a la nación
La tradición determina que cada 28 de julio el presidente de la República da un Mensaje al Congreso de la República, así mismo esa fecha es considerada día feriado.

## Onomástica
Debido a su importancia, algunos sitios relevantes de las ciudades peruanas llevan el nombre 28 de julio:
- Avenida de 28 de Julio de Lima.
  - Avenida de 28 de Julio del distrito de Miraflores.
- Avenida de 28 de Julio de Cusco.
- Plaza 28 de Julio de Iquitos.